# 潜伏期間

潜伏期間(せんぷくきかん、英: incubation period, latent period)、あるいは潜伏期とは、病原体に感染してから、体に症状が出るまでの期間、あるいは感染性を持つようになるまでの期間のこと。病原体の種類によって異なる。
英語のincubation period、latent periodはいずれも潜伏期と訳されるが、この二つは明確に区別され、本人が病原体に感染してから症状を示すまでの期間をincubation period、感染してから他の(感受性を持つ)ヒトに病原体を感染させるようになるまでの期間をlatent periodと呼ぶ。この2つは病原体の種類によって異なるが、latent peirodがincubation periodより短い場合（麻疹など）は、発症時にはすでに他のヒトを感染させている可能性がある。

## 潜伏期間の例
記載はおよそであり、個人差（特に生体の免疫力）により大きく左右される。
- インフルエンザ - 1〜3日
- 水痘（みずぼうそう）- 2〜3週間
- 流行性耳下腺炎（おたふくかぜ）- 2〜3週間
- 風疹 - 2週間
- 麻疹（はしか）- 2週間
- 結核 - 4〜8週間
- 日本脳炎 - 1〜3週間
- エイズ - 数年〜数十年